# غناباد
غناباد أو جناباد (بالفارسية: گناباد) هي مدينة وعاصمة مقاطعة غناباد، في محافظة خراسان رضوي، إيران. في تعداد عام 2011 ، كان عدد سكانها 36367 ، في 10389 عائلة.
بها أطول وأقدم قنوات للري العالم. وقد وقع فيها معركة يزدجرد الثالث مع نيزك خان وقتل ونهب أمواله. فلما رأى يزدجرد ذلك سار إلى خراسان فلما صار إلى حد مرو في جناباد تلقاه ماهويه مرزبانها معظما مبجلا وقدم عليه نيزنك عنده شهرًا ثم شخص وكتب إليه يخطب ابنته فأغاظ ذلك يزدجرد وقال: اكتبوا إليه إنما أنت عبد من عبيدي فما جرأك على أن تخطب إلي وأمر بمحاسبة ماهويه مرزبان مرو وسأله عن الأموال. فكتب ماهويه إلى نيزك يحرضه عليه ويقول: هذا الذي قدم مفلولا طريدًا فمننت عليه ليرد عليه ملكه فكتب إليك بما كتب. ثم تضافرا على قتله. وأقبل نيزك في الأتراك حتى نزل جناباد (قلعة زيبد) فحاربوه فتكافأ الترك ثم عادت الدائرة عليه فقتل أصحابه ونهب عسكره.

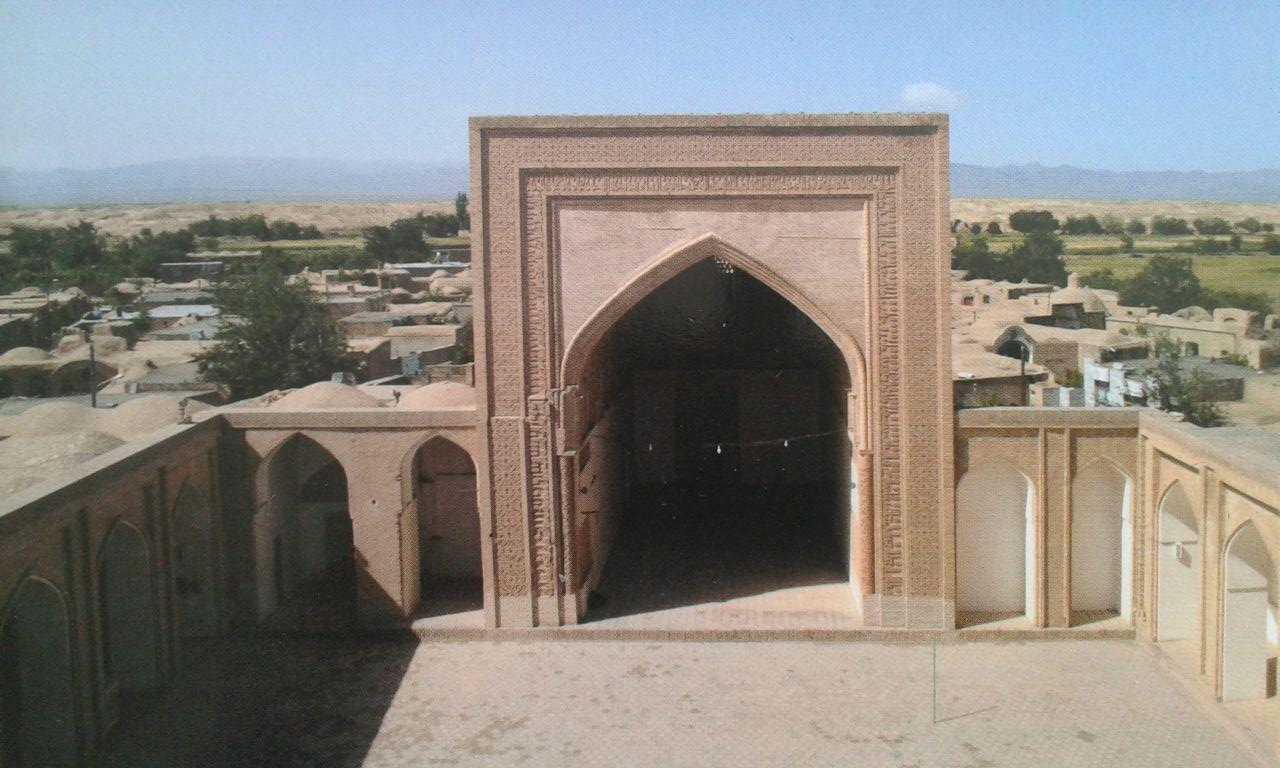
جامع غناباد

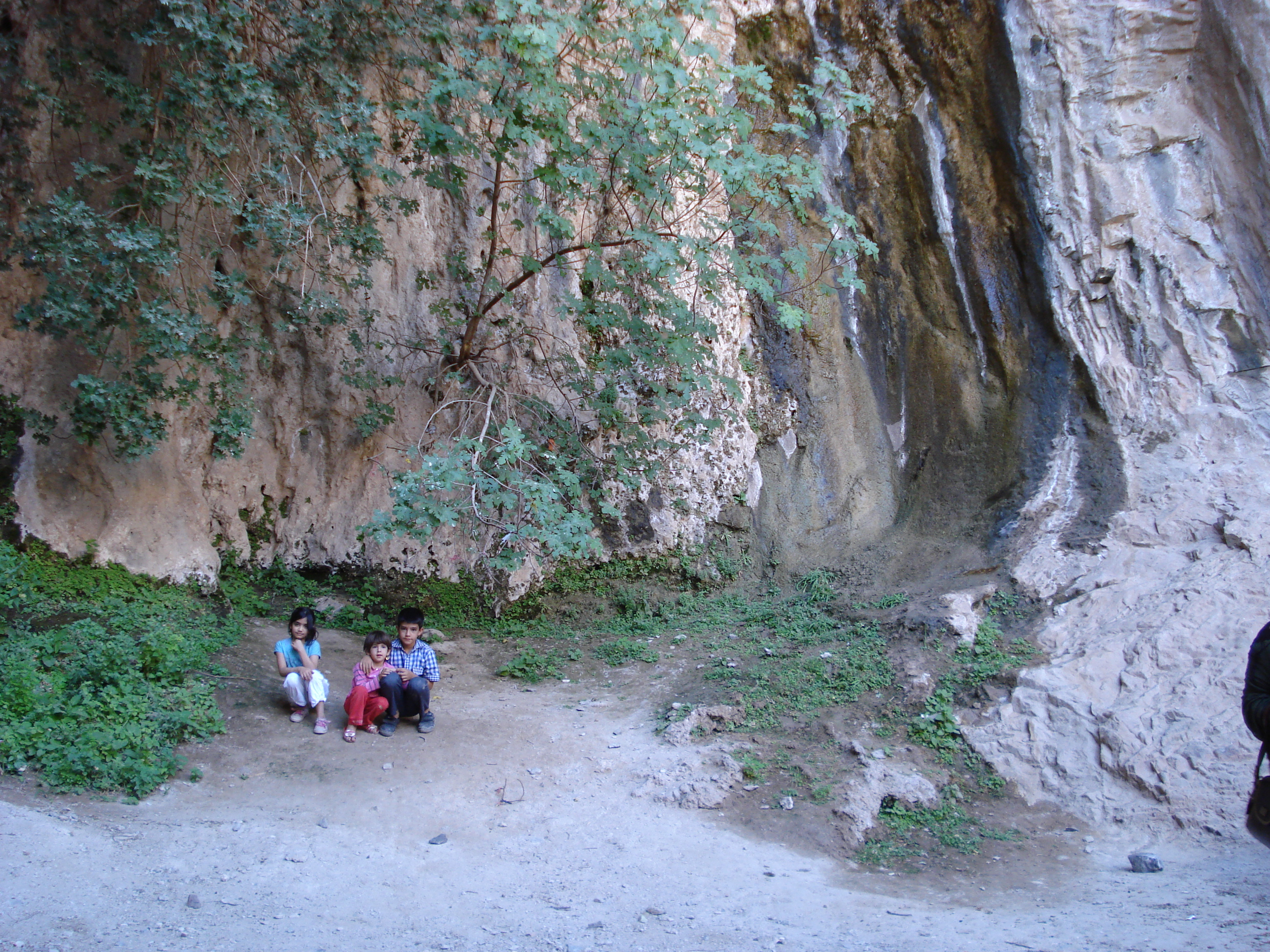
درب صوفه، قلعة زیبد، جناباد

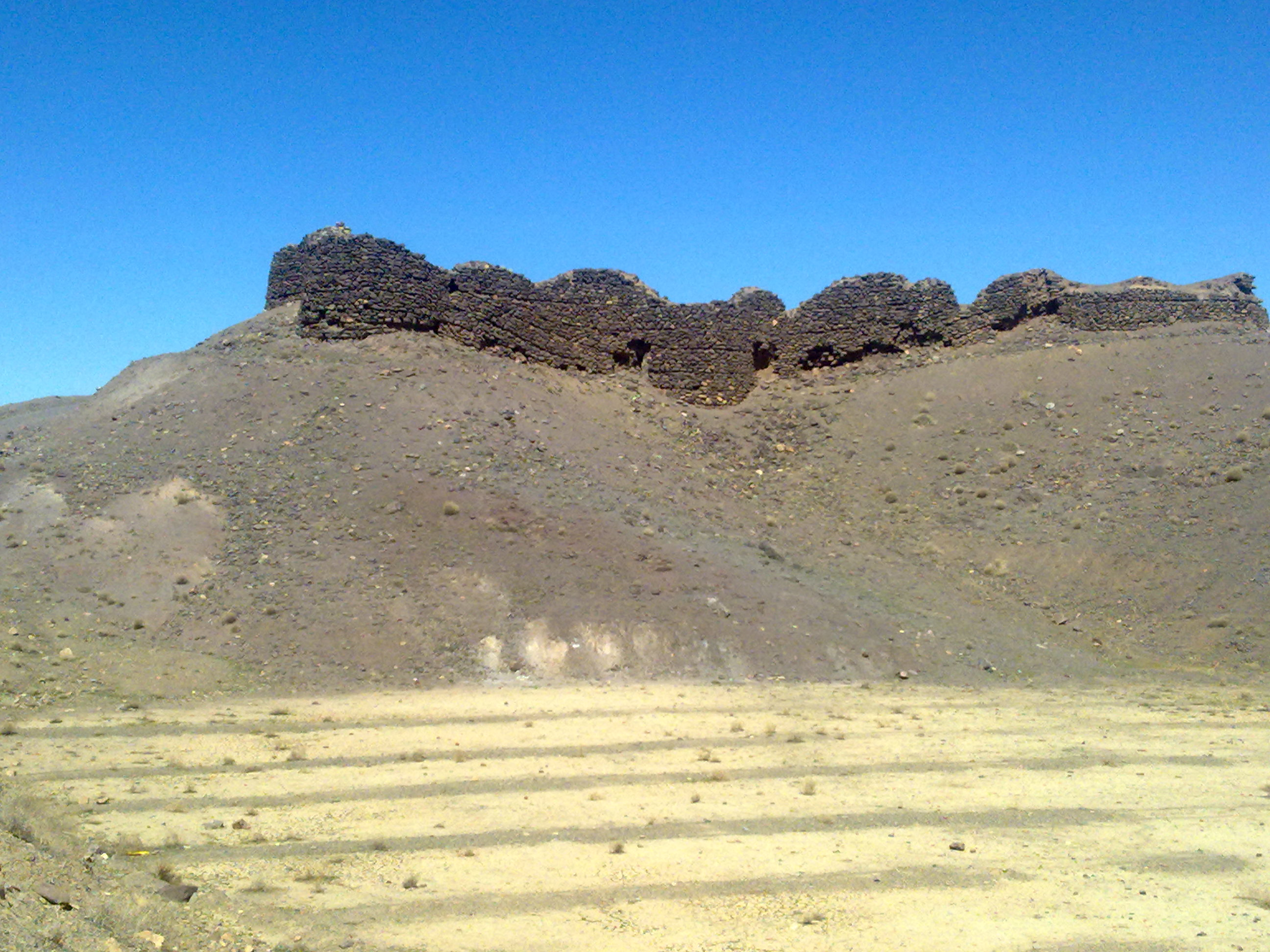
زیبد - جناباد